# Maurice Brocas
Maurice Brocas (voluit Maurice de Brocas de Lanauze) (Brussel, 24 juni 1892 – Ukkel, 20 februari 1948) was een Belgisch kunstschilder.

## Levensloop
Hij was leerling in de avondschool aan de Academie van Sint-Joost-ten-Node (1910; bij Henri Ottevaere) en aan de Academie van Brussel (1916-1917; bij Constant Montald).
Hij was ook lange tijd leerjongen in een machinefabriek.  
In zijn schilderkunst had hij een voorkeur voor de weergave van fabrieken, rommelige voorsteden en stillevens. Vanaf 1916 creëerde hij ook houtsneden.
Hij reisde bij voorkeur in Frankrijk.
Vanaf 1938 was hij leraar aan het Hoger Instituut voor Schone Kunsten in Antwerpen.
Niet tevreden met zijn vroeg werk vernielde hij veel schilderijen, drukgrafiek en tekeningen van voor 1917.
Brocas was lid van de kunstenaarsverenigingen Pour l'Art, L' Association des Xylographes Belges en van La Gravure Originale Belge.
Hij was gehuwd met de kunstschilderes Suzanne Cocq (in 1919).
Brocas woonde in de Edith Cavellstraat 188 in Ukkel.

## Tentoonstellingen
- 1933, Gent, Salon : "Stilleven met klarinet" en "Landschap"
- 1939, Biënnale van Venetië

## Musea
- Brussel, Kon. Bibliotheek Albert I; Prentenkabinet
- Brussel, Kon. Musea voor Schone Kunsten van België : "Stilleven met cactus, inktpot, schelp en notaboekje"
- Gent, Museum voor Schone Kunsten : "De viool van de dansmeester" (Depot Belgische Staat)